# Oleksij Myhajlyčenko
Oleksij Myhajlyčenko (ukr. Олексій Михайличенко) (Kijev, 30. ožujka 1963.) je ukrajinski nogometni trener i umirovljeni nogometaš. Bio je izbornik Ukrajine od 2008. do 2009. godine.